# Runnymede (Wiese)

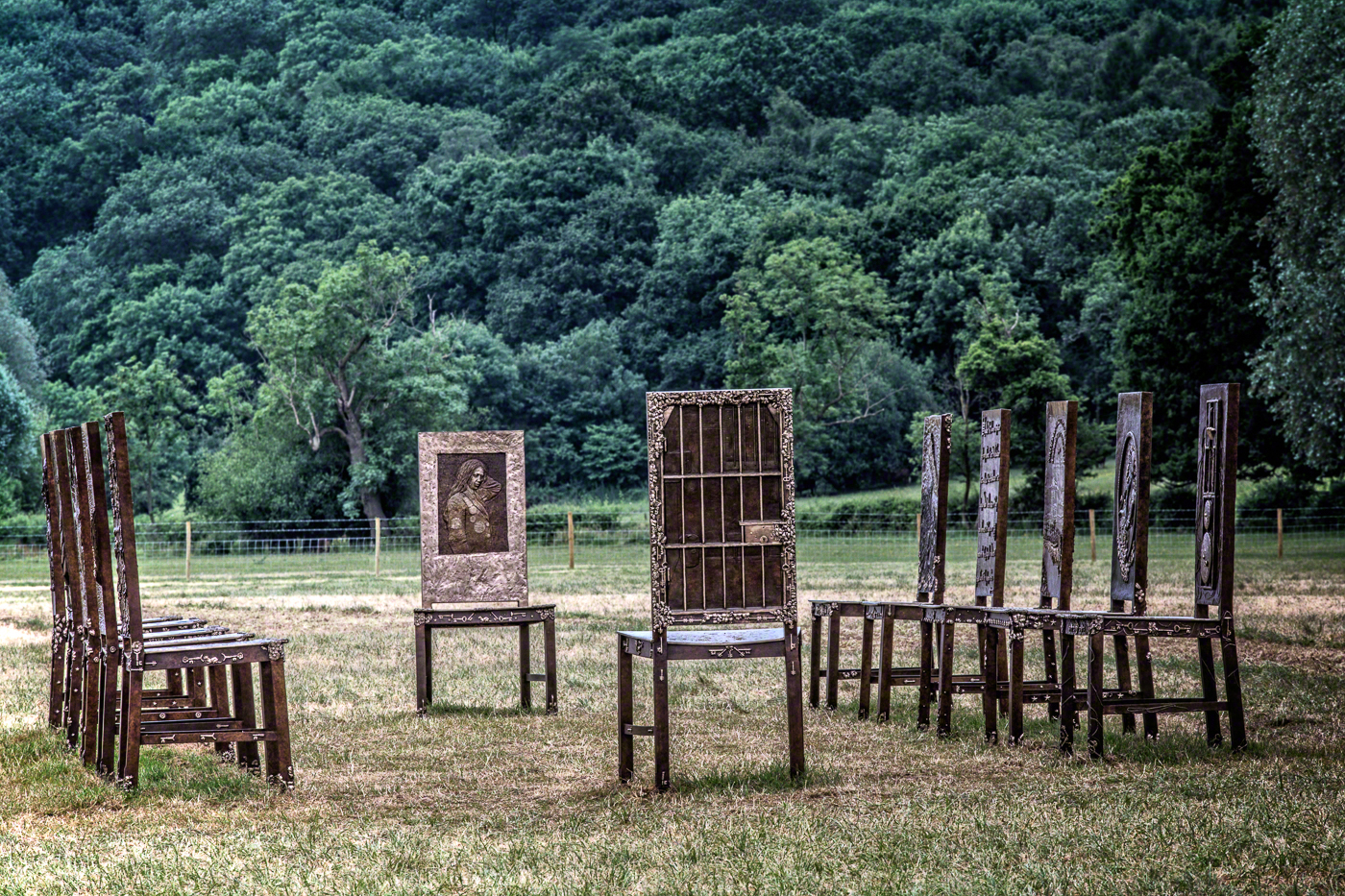
Installation von Hew Locke

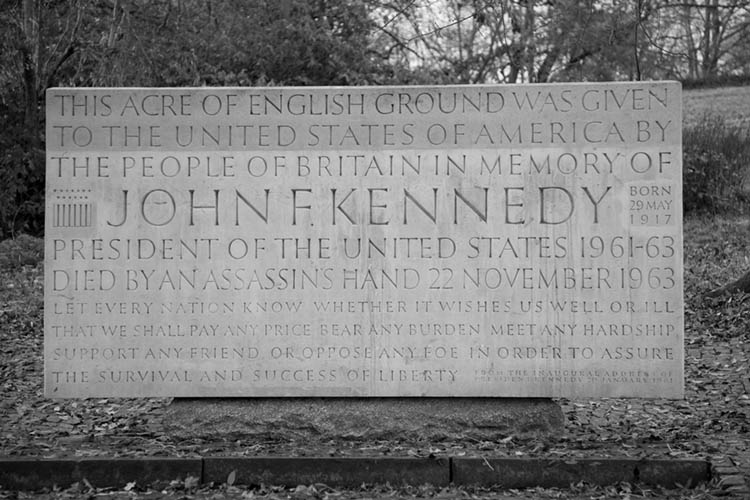
Gedenkstätte für John F. Kennedy

Runnymede ist eine Wiese an der Themse nordwestlich von Egham im Verwaltungsbezirk Runnymede in der Grafschaft Surrey. Sie liegt unweit von Staines-upon-Thames, in der Nähe einer Furt über die Themse, die schon als Römerstraße benutzt wurde. In Runnymede wurde 1215 die Magna Carta unterzeichnet. Schon unter Alfred dem Großen wurde die Ratsversammlung der angelsächsischen Könige in Runnymede abgehalten. 
Das Gelände wird heute vom National Trust verwaltet. In Anwesenheit von Königin Elisabeth II. und Jacqueline Kennedy wurde am 14. Mai 1965 für den US-Präsidenten John F. Kennedy ein Denkmal aus Portlandstein enthüllt, das der Landschaftsarchitekt Geoffrey Jellicoe gestaltet hatte.